# Dekanat East End (archidiecezja Glasgow)
Dekanat East End – jeden z 8 dekanatów rzymskokatolickiej archidiecezji Glasgow w Szkocji. 
Według stanu na październik 2016 w skład dekanatu East End wchodziło 8 parafii rzymskokatolickich, a dziekanem był wówczas V. Rev. Andrew Canon McKenzie VF. 

## Lista parafii
Źródło:
| Lp. | Miejscowość         | Parafia                              | Grafika | Kościół                                        | Adres |
| --- | ------------------- | ------------------------------------ | ------- | ---------------------------------------------- | ----- |
| 1   | Glasgow-Shettleston | Parafia św. Barnaby                  |         | Kościół św. Barnaby w Glasgow                  |       |
| 2   | Glasgow-Carntyne    | Parafia św. Bernadetty               |         | Kościół św. Bernadetty w Glasgow               |       |
| 3   | Glasgow-Carmyle     | Parafia św. Joachima                 |         | Kościół św. Joachima w Glasgow                 |       |
| 4   | Glasgow-Tollcross   | Parafia św. Józefa                   |         | Kościół św. Józefa w Glasgow                   |       |
| 5   | Glasgow-Barlanark   | Parafia św. Judy i św. Johna Ogilvie |         | Kościół św. Judy i św. Johna Ogilvie w Glasgow |       |
| 6   | Glasgow-Cranhill    | Parafia św. Marii Goretti            |         | Kościół św. Marii Goretti w Glasgow            |       |
| 7   | Glasgow-Shettleston | Parafia św. Pawła                    |         | Kościół św. Pawła w Glasgow                    |       |
| 8   | Glasgow-Riddrie     | Parafia św. Tomasza                  |         | Kościół św. Tomasza w Glasgow                  |       |